# Vertebrae
Vertebrae – dziesiąta płyta norweskiego zespołu Enslaved wydana 29 września 2008 roku przez wytwórnię płytową Indie Recordings.

## Lista utworów
| Nr | Tytuł utworu   | Długość |
| -- | -------------- | ------- |
| 1. | „Clouds”       | 6:09    |
| 2. | „To The Coast” | 6:27    |
| 3. | „Ground”       | 6:38    |
| 4. | „Vertebrae”    | 5:01    |
| 5. | „New Dawn”     | 5:23    |
| 6. | „Reflection”   | 7:45    |
| 7. | „Center”       | 7:33    |
| 8. | „The Watcher”  | 4:11    |
|    |                | 49:07   |

## Twórcy
- Grutle Kjellson – śpiew, gitara basowa
- Ivar Bjørnson – gitara, instrumenty klawiszowe
- Arve Isdal – gitara
- Herbrand Larsen – instrumenty klawiszowe, śpiew
- Cato Bekkevold – instrumenty perkusyjne
- Joe Barresi – miks albumu
- George Marino – mastering

## Pozycje na listach
| Lista    | Kraj     | Pozycja |
| -------- | -------- | ------- |
| VG-lista | Norwegia | 20      |